# 五脉斜萼草
五脉斜萼草（学名：Loxocalyx quinquenervius）为唇形科斜萼草属下的一个种。